# Le Haut-Richelieu
A Regionalidade Municipal do Condado de Le Haut-Richelieu está situada na região de Montérégie na província canadense de Quebec. Com uma área de mais de novecentos quilómetros quadrados, tem, segundo o censo de 2007, uma população de cerca de cento e dez mil pessoas sendo comandada pela cidade de Saint-Jean-sur-Richelieu. Ela foi formalmente criada em 1 de janeiro de 1982, seguindo um decreto de 2 de dezembro de 1981, sendo composta por 14 municipalidades: 1 cidades, 11 municípios e 2 freguesias. 

## Municipalidades

### Cidade
- Saint-Jean-sur-Richelieu

### Municípios
- Henryville
- Lacolle
- Mont-Saint-Grégoire
- Noyan
- Saint-Alexandre
- Saint-Blaise-sur-Richelieu
- Sainte-Brigide-d'Iberville
- Saint-Georges-de-Clarenceville
- Saint-Paul-de-l'Île-aux-Noix
- Saint-Valentin
- Venise-en-Québec

### Freguesias
- Sainte-Anne-de-Sabrevois
- Saint-Sébastien